# Reprezentacja Wenezueli na Mistrzostwach Świata w Narciarstwie Klasycznym 2011
Reprezentacja Wenezueli na Mistrzostwach Świata w Narciarstwie Klasycznym 2011 liczy 2 sportowców.

## Medale

### Złote medale
Brak

### Srebrne medale
Brak

### Brązowe medale
Brak

## Wyniki

### Biegi narciarskie mężczyzn
Bieg na 15 km
- Bernardo Baena - odpadł w kwalifikacjach
- Cesar Baena - odpadł w kwalifikacjach

Sprint
- Bernardo Baena - odpadł w kwalifikacjach
- Cesar Baena - odpadł w kwalifikacjach

Bieg łączony na 30 km
- Cesar Baena - nie ukończył
- Bernardo Baena - nie wystartował

Sprint drużynowy
- Cesar Baena, Bernardo Baena - 25. miejsce

Bieg na 50 km
- Cesar Baena - 79. miejsce
- Bernardo Baena - nie wystartował